# Anaxagorea fruticosus
Anaxagorea fruticosus là loài thực vật có hoa thuộc họ Na. Loài này được (Teysm. & Binnend. ex Miq.) R. Scheffer mô tả khoa học đầu tiên năm 1869.